# Blaine Wilson
Blaine Wilson född den 3 augusti 1974 i Columbus, Ohio, är en amerikansk gymnast.
Han tog OS-silver i lagmångkampen i samband med de olympiska gymnastiktävlingarna 2004 i Aten.